# Albibarbefferia tagax
Albibarbefferia tagax là một loài ruồi trong họ Asilidae. Albibarbefferia tagax được Williston miêu tả năm 1885.